# Darling River (roman)
Darling River, med undertiteln Doloresvariationer, är en roman av Sara Stridsberg utgiven 2010.

## Handling
Romanen är inspirerad av och har paralleller till Vladimir Nabokovs roman Lolita. Den handlar bland annat om den unga och moderlösa flickan Lo som åker runt på nattliga bilturer med sin far och om Dolores Haze, huvudpersonen i Nabokovs roman. En annan parallellhandling är om en vetenskapsman som håller en aphona fången i en bur och försöker lära den att bli människa. De olika berättelserna vävs ihop och speglar varandra i sina skildringar av kvinnlig utsatthet och manlig maktutövning.